# Zeister Dierenpark
Het Zeister Dierenpark was een kleine dierentuin gevestigd langs de huidige Jagersingel in Zeist. De dierentuin werd opgericht in 1932 en sloot haar deuren in 1941. 

## Geschiedenis
Het Zeister Dierenpark opende haar deuren op 18 juni 1932 door de pachters van het Jagershuys: de gebroeders Kolfschoten. Het dierenpark kreeg steun van de burgemeester van Zeist, Cornelis Jan baron van Tuyll van Serooskerken, die rond dezelfde tijd ook het hertenkamp (1935) en het bisonpark (1926) in Zeist verwelkomde. Deze burgemeester had dan ook hoop voor het uitbreiden van het dierenpark, met name door grote roofdieren als leeuwen en tijgers te huisvesten. Dit is echter nooit gelukt, gezien het dierenpark haar deuren weer sloot in 1941. De reden hiervoor was de Tweede Wereldoorlog, die het voor de gebroeders Kolfschoten onmogelijk maakte om de dieren voldoende te verzorgen. De dieren die de oorlog overleefd hadden werden aan Diergaarde Blijdorp verkocht.
De entree in 1936 was 20 cent voor volwassenen en 10 cent voor kinderen.

## Heden
Hoewel het dierenpark al sinds 1941 opgeheven is, is het Jagershuis nog steeds open als restaurant. Ook de voormalige apenrots is nog te zien achter het restaurant, waar een kolonie manenschapen leeft. Deze dieren zijn door familie Kolfschoten aan de gemeente Zeist geschonken. De zorg van deze dieren wordt door Kinderboerderij de Brink uitgevoerd.
De organisatie Geheugen van Zeist heeft in samenwerking met het Utrechts Landschap een informatiebord over de voormalige dierentuin bij de manenschapen geplaatst. Dit bord maakt deel uit van een grotere reeks informatieborden over de Zeisterse geschiedenis.

## Gehouden dieren (incompleet)
- Ooievaar
- Manenschaap
- Ezel
- Maleise beer
- Makaak
- Kasuaris
- Kangoeroe
- Flamingo
- Amazonepapegaai
- Dwerggeit
- Shetlandpony
- Kaketoes